# قرار مجلس الأمن التابع للأمم المتحدة رقم 556
قرار مجلس الأمن التابع للأمم المتحدة رقم 556، الصادر في 23 أكتوبر / تشرين الأول 1984، بعد التذكير بالقرار 554 (1984) والإعلان العالمي لحقوق الإنسان، أعرب المجلس عن قلقه إزاء مقتل المتظاهرين المناهضين للفصل العنصري في جنوب أفريقيا، مؤكدا أن تجاهل الدولة للرأي العام العالمي سيؤدي إلى تصعيد «الوضع المتفجر».
وجدد المجلس معارضته للفصل العنصري، مطالباً بالوقف الفوري للمجازر في جنوب أفريقيا والإفراج عن جميع المعتقلين السياسيين. كما دعا جميع الدول الأعضاء والمنظمات الدولية إلى مساعدة شعب جنوب أفريقيا في «كفاحه المشروع من أجل الممارسة الكاملة لحقه في تقرير المصير».
أخيرًا، دعا القرار إلى تفكيك البانتوستانات، ورفع الحظر المفروض على الأحزاب المناهضة للفصل العنصري، والأفراد ووسائل الإعلام الإخبارية، وطلب من الأمين العام مراقبة الوضع.
تمت الموافقة على القرار بأغلبية 14 صوتًا، بينما امتنعت الولايات المتحدة عن التصويت.